# Rent (Pet Shop Boys)
Rent is een nummer van het Britse synthpopduo Pet Shop Boys uit 1987. Het is de derde single van hun tweede album Actually.
"Rent" was de minst succesvolle single van het album "Actually", maar werd desondanks een bescheiden hit in Europa. Zo kende het in het Verenigd Koninkrijk succes met een 8e positie. In het Nederlandse taalgebied werd het nummer een klein hitje; met een 28e positie in de Nederlandse Top 40 en een 17e positie in de Vlaamse Radio 2 Top 30.
Liza Minnelli coverde het nummer in 1989 op haar album Results, dat mede geproduceerd werd door de Pet Shop Boys.